# Xinyang (köping i Kina, Shandong)
Xinyang (kinesiska: 信阳镇, 信阳) är en köping i Kina. Den ligger i provinsen Shandong, i den östra delen av landet, omkring 140 kilometer nordost om provinshuvudstaden Jinan.
Genomsnittlig årsnederbörd är 702 millimeter. Den regnigaste månaden är juli, med i genomsnitt 264 mm nederbörd, och den torraste är mars, med 5 mm nederbörd.